# Château d'Annia
Le château d'Annia (en allemand : Gutshaus Annia; en estonien: Anija mõis) est un château estonien situé dans la région d'Harju (autrefois district d'Harrien) à Harju-Jaani (du temps du gouvernement d'Estland: paroisse (Kirchspiel) de St. Johannis).

## Historique

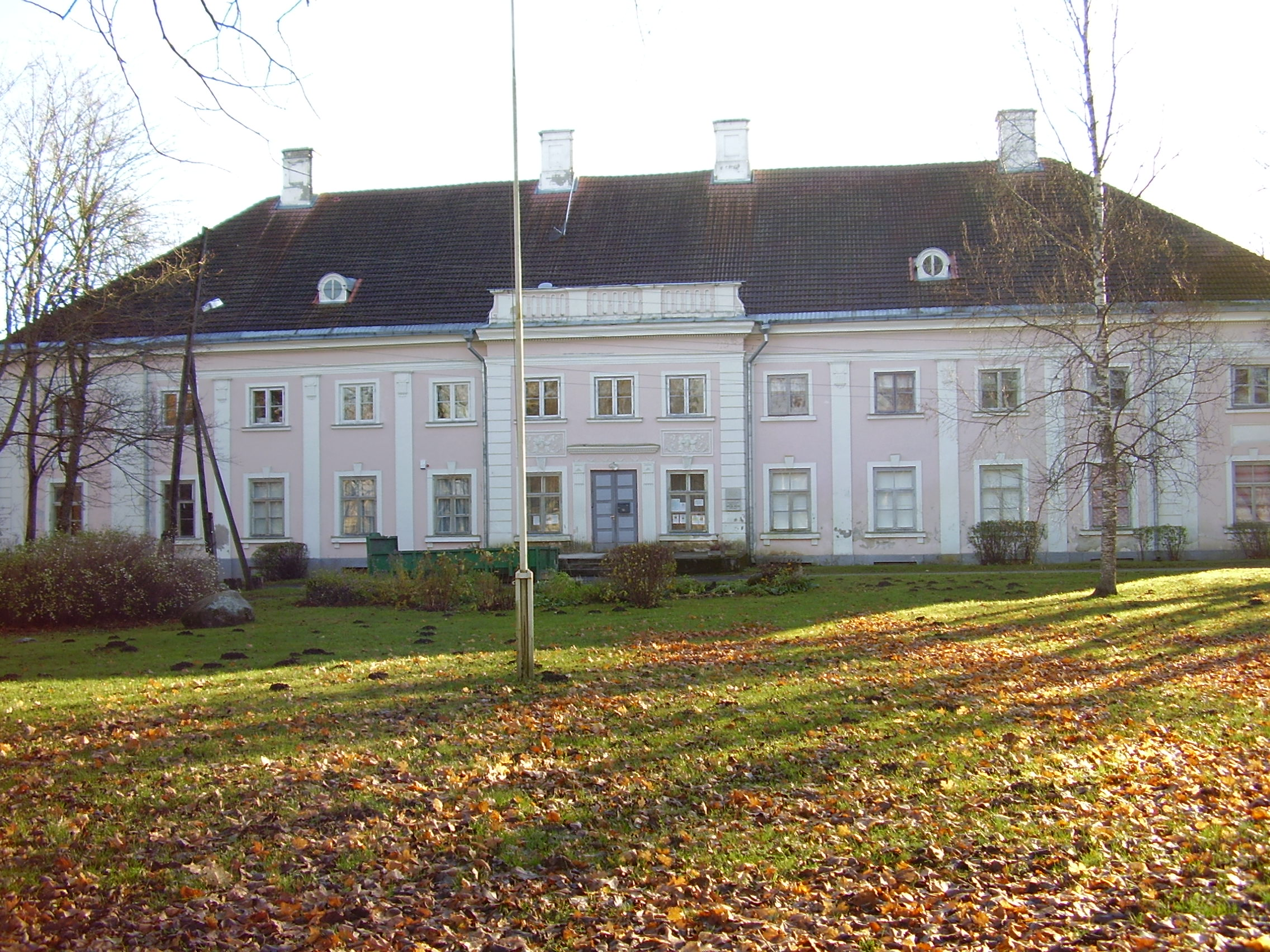
Façade du château

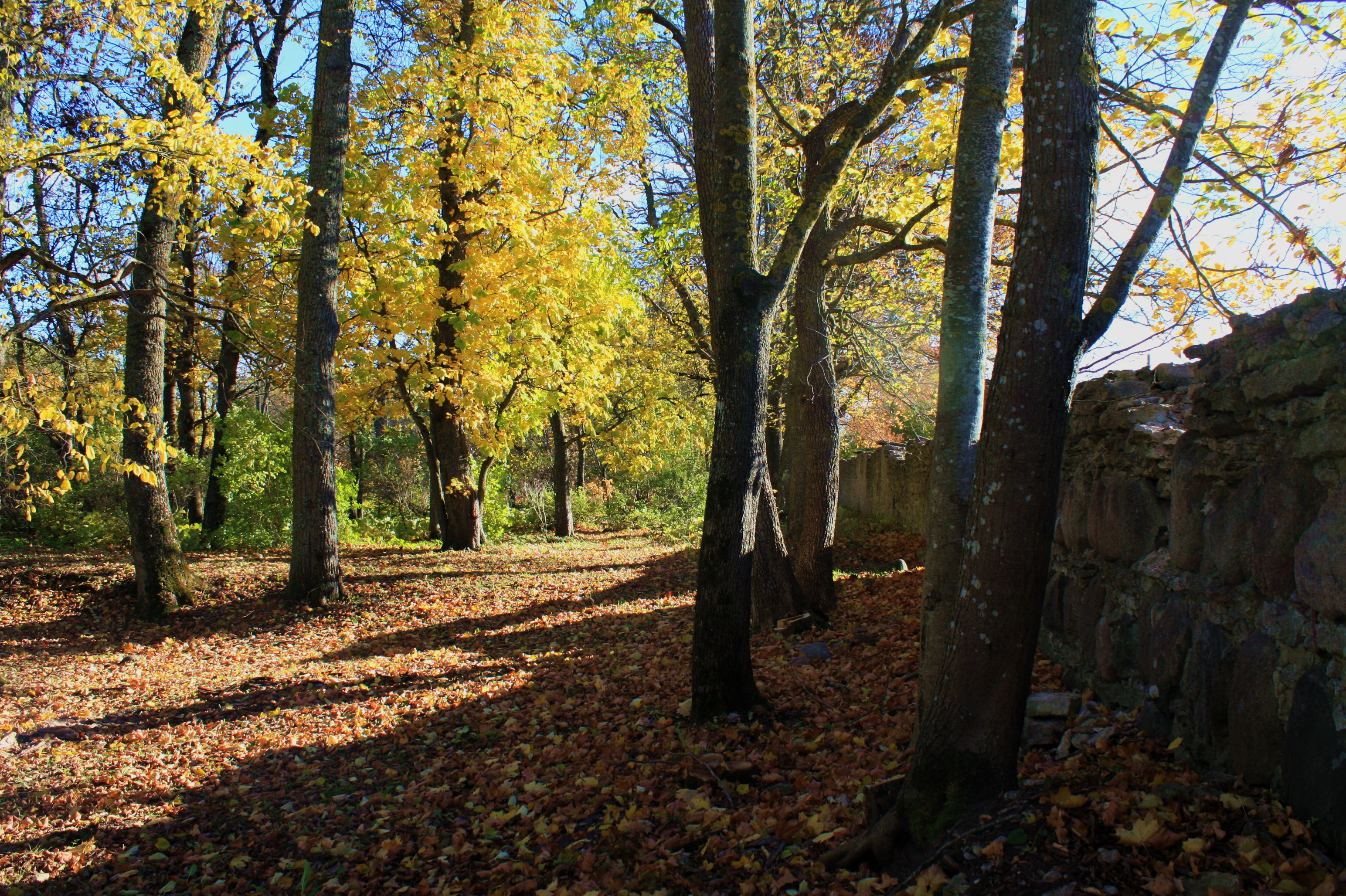
Arbres du parc

Le domaine d'Annia est formé en 1355. Il passe à la famille Zoege en 1482 qui construit un petit château fort, et à la famille von Staël-Holstein en 1671. C'est le major-général Jakob von Staël-Holstein (1628-1679) qui fait construire en 1671 un petit manoir baroque à un étage supérieur à la place de l'ancien château. Le baron Matthias von Staël-Holstein (1769-1853) l'agrandit en 1802 et le château est décoré de simples pilastres avec un léger avant corps orné de bas-reliefs historicistes de stucs.
Le château est acquis par la famille von Ungern-Sternberg en 1843 qui construit une véranda du côté du parc, puis au début du XXe siècle à la famille von Wahl et reste en sa possession jusqu'en 1919, date à laquelle tous les domaines fonciers sont nationalisés par la nouvelle république estonienne et sa dernière propriétaire, la baronne Marie von Wahl (1886-1967), née von Lieven, est expulsée.
Le château devient un établissement d'enseignement de 1921 à 2002, avec une partie comprenant une bibliothèque municipale et après la seconde guerre mondiale, le siège du kolkhoze local.
Il est entouré de plusieurs anciens bâtiments agricoles imposants, dont une ancienne distillerie, et d'un grand parc paysager dessiné au XIXe siècle.

### Source
- (et) Cet article est partiellement ou en totalité issu de l’article de Wikipédia en estonien intitulé « Anija mõis » (voir la liste des auteurs).